# 佐藤貴広
佐藤 貴広(さとう たかひろ、1984年5月4日 - )は、神奈川県出身の俳優。か不明

## 概要
日本芸術高等学園・日本芸術専門学校演劇学科卒。2001年の『3年B組金八先生#第6シリーズ|3年B組金八先生（第6シリーズ）』にて、ひたむきな性格の学級委員長・小堀健介役で注目を浴び、2004年の映画『茶の味』で初主演をした。20歳近くまでほとんど声変わりをせず、それまで初々しく素朴な男子高校生役を多く演じていたが、その後は悪役や根暗といった配役も増えていく。近年はミニシアター系映画・自主制作映画作品を中心に主役の登用が増えている。
身長は180cm。現在不明。、

## 出演作

### テレビ
- 風のフォークロア（1998年、テレビ東京）
- 3年B組金八先生（TBS）- 小堀健介
  - 第6シリーズ（2001年 - 2002年）
  - ファイナル〜「最後の贈る言葉」（2011年）
- 慶次郎縁側日記（2004年、NHK） - 右近
- マイ☆ボス マイ☆ヒーロー（2006年、日本テレビ） - 伊吹和馬
- 帰ってきた時効警察（2007年、テレビ朝日）
- 新・警視庁捜査一課9係 season3（2011年、テレビ朝日）
- 新・警視庁捜査一課9係 season10（2015年、テレビ朝日）
- S -最後の警官-（2014年、TBS）
- やれたかも委員会(地上波テレビ放送版) エピソード2（2018年5月7日、TBS） - 藤尾くん
- 新しい王様 第2·3·6·7話 (2019年、TBS)　- チーム・アキバ

### 映画
- 独立少年合唱団（2000年） - 磯部
- 茶の味（2004年） - 主演・春野一
- たべるきしない（2006年） - 竹中
- ナイスの森〜The First Contact〜（2006年）- 佐藤
- 魂の教育（2007年）
- 叫（2007年）- 佐久間勇介
- 青に咲いた日（2007年）- 主演・江山健治
- 渋谷区円山町（2007年）- 望月
- かさぶた姫 (2008年）- 松山修
- 代行のススメ（2009年）- 斎藤
- さまよう刃（2009年）- 中井誠
- 庵冶石の味（2010年）- 主演
- 返事はいらない（2010年） - 主演
- 見えないほどの遠くの空を（2010年）- 井上
- 指輪をはめたい（2011年）- 渋沢柿生
- 鐘隣のふたり（2012年）
- ゆめはるか（2014年）
- サブマリン（2015年）
- 河童の女 (2020年) - 桂山 良太

### オリジナルビデオ
- 爆走ドリフトR（2007年）
- 爆走ドリフトR2

### CM
- 日本生命/若年層・男の子篇
- コカ・コーラ
- 河合塾
- 日清食品/日清Spa王
- 新生銀行カードローン レイク

### 舞台
- 織田信長